# Monster Trucks (film)
Monster Trucks (ang. Monster Trucks, 2017) – amerykański film przygodowy w reżyserii Chrisa Wedge'a.
Oficjalna premiera filmu miała nastąpić 29 maja 2015 roku, ale została przesunięta na 13 stycznia 2017 roku. Jednak przedtem, film został wydany w grudniu 2016 roku w Europie przez wytwórnię Paramount Pictures. Polska premiera filmu nastąpiła 20 stycznia 2017 roku.

## Fabuła
Chcąc uciec od codzienności i trudnych warunków, absolwent liceum, Tripp Coley (Lucas Till), buduje monster trucka z części złomowanych aut. Dochodzi do wypadku w pobliskiej rafinerii, w wyniku którego z podziemi wychodzi niezwykłe stworzenie. Dzięki temu Tripp znajduje sposób, żeby uwolnić się od miasta i to w towarzystwie niezwykłego nowego przyjaciela.

## Obsada
- Lucas Till – Tripp Coley
- Jane Levy – Meredith
- Amy Ryan – Cindy Coley
- Rob Lowe – Reece Tenneson
- Danny Glover – pan Weathers
- Barry Pepper – Rick
- Holt McCallany – Burke
- Frank Whaley – Wade Coley
- Thomas Lennon – dr Jim Dowd
- Tucker Albrizzi – Sam Geldob
- Cinta Laura – Ariel
- Samara Weaving – Brianne
- Daniel Bacon – technik

## Wersja polska
Opracowanie wersji polskiej: SDI Media Polska

Reżyseria: Joanna Węgrzynowska-Cybińska

Dialogi polskie: Marcin Bartkiewicz

Zgranie wersji polskiej: SDI Media Dania

W wersji polskiej udział wzięli:
- Aleksandra Radwan – Meredith
- Kamil Pruban – Tripp
- Przemysław Glapiński – Dr Jim Dowd
- Łukasz Simlat – Rick
- Krzysztof Stelmaszyk – Burke
- Wojciech Paszkowski – Tenneson
- Mirosław Zbrojewicz – Pan Weathers
- Waldemar Barwiński – Wade Coley
- Sebastian Perdek – Sam
- Agnieszka Fajlhauer – Cindy

W pozostałych rolach:
- Karol Osentowski – Jake
- Olga Cybińska
- Klaudia Kuchtyk
- Krzysztof Bartłomiejczyk – Funkcjonariusz #1
- Marta Dobecka – Brianne
- Wojtek Żołądkowicz – Pan Geldon
- Julia Łukowiak
- Mikołaj Klimek
- Robert Tondera – Spiker wiadomości KYPN
- Janusz Wituch – Funkcjonariusz #2
- Julia Kołakowska-Bytner
- Miłogost Reczek
- Anna Wodzyńska – Reporterka
- Adam Machalica

i inni